# Hrvatski planinarski savez
Hrvatski planinarski savez je krovni nacionalni savez za planinarstvo u Hrvatskoj.
Hrvatsko planinsko družtvo utemeljeno je 1874. godine na inicijativu Johannesa Frischaufa. Bude Budisavljevića i Đure Pilara. Prvi organizirani izlet izveden je 17. svibnja 1875. na Oštrc i Plešivicu u Samoborskom gorju. Na Medvednici je 1877. podignuta drvena razgledna piramida koja je služila kao vidikovac, a 1878. uređena je prva planinarska kuća. Prvo stručno markiranje planinarskih putova na Medvednici i uređenje vrela i skloništa Kraljičin zdenac ostvareno je 1882., a 1898. počeo je izlaziti časopis "Hrvatski planinar", koji i danas izlazi. U Hrvatskoj je, osim Matice HPD-a u Zagrebu, do 1945. (do kada je društvo djelovalo) djelovalo oko 70 podružnica. 
Nakon Drugog svjetskog rata, 1948.[provjeriti] formiran je Planinarski savez Hrvatske koji je nastavio razvijati planinarstvo na tradiciji predratnog HPD-a. Prvi predsjednik poslijeratnog Saveza bio je dr. Branimir Gušić. Godine 1991. odlukom Skupštine savez je promijenio ime u Hrvatski planinarski savez te su prekinute veze s PSJ. U listopadu 1991., još prije međunarodnog priznanja Hrvatske, HPS je primljen u Međunarodnu penjačku i planinarsku federaciju UIAA, kao prvi sportski savez iz Hrvatske u nekoj svjetskoj sportskoj asocijaciji.
Hrvatski planinarski savez uključio se u obranu domovine Hrvatske od velikosrpske agresije osnivanjem Planinske satnije Velebit ljeta 1991. i na druge načine. Po događaju je snimljen dokumentarni film Velebitska priča.
Savez je udružen u Međunarodnu penjačku i planinarsku federaciju (UIAA), Europski planinarski savez (EUMA), Europsku pješačku asocijaciju (ERA), Balkansku planinarsku uniju (BMU) te u Hrvatski olimpijski odbor (HOO). 
Na većini planina u Hrvatskoj HPS i planinarske udruge koje ga sačinjavaju sagradili su i uredili planinarske domove, kuće i skloništa te markirali planinarske putove. Savez usklađuje i unaprjeđuje rad planinara, alpinista, penjača, speleologa, vodiča, markacista i čuvara planinske prirode.
Sjedište je u Zagrebu, u Kozarčevoj ulici 22. Na toj su adresi Ured HPS-a, uredništvo časopisa Hrvatskog planinara, sjedište Vodičke službe HPS-a i stručnih komisija za zaštitu prirode, speleologiju, alpinizam, planinarske putove, planinarske objekte, promidžbu i izdavačku djelatnost, školovanje, priznanja, povijest planinarstva i dr. U sjedištu Saveza može se nabaviti ili naručiti planinarska literatura te dobiti informacije o hrvatskom planinarstvu, planinama, planinarskim kućama i planinarskim udrugama.

## Vanjske poveznice
- Stranice HPS-a